# المناخ (فرع العدين)

تعديل مصدري - تعديل

المناخ محلة تابعة لقرية الروينة، التابعة لعزلة العاقبة بمديرية فرع العدين إحدى مديريات محافظة إب في الجمهورية اليمنية، بلغ تعداد سكانها 60 حسب تعداد اليمن لعام 2004.